# Triaspis emarginata
Triaspis emarginata är en stekelart som först beskrevs av Szepligeti 1914.  Triaspis emarginata ingår i släktet Triaspis och familjen bracksteklar. Inga underarter finns listade i Catalogue of Life.